# The Second Annual Report
The Second Annual Report es el álbum debut del grupo inglés de música industrial, Throbbing Gristle. Fue editado bajo su sello llamado Industrial Records. The Second Annual Report es considerado una influencia en la música electrónica y es el primer álbum de música industrial.

## Lista de canciones
| Lado A |                                                                  |          |  |
| N.º    | Título                                                           | Duración |  |
| 1.     | «Industrial Introduction»                                        | 01:03    |  |
| 2.     | «Slug Bait» (en vivo en Institute of Contemporary Arts, Londres) | 04:18    |  |
| 3.     | «Slug Bait» (en vivo en Southampton)                             | 02:43    |  |
| 4.     | «Slug Bait» (en vivo en Brighton)                                | 01:17    |  |
| 5.     | «Maggot Death» (en vivo en Rat Club)                             | 02:47    |  |
| 6.     | «Maggot Death» (Studio recording)                                | 04:32    |  |
| 7.     | «Maggot Death» (en vivo en Southampton)                          | 01:34    |  |
| 8.     | «Maggot Death» (en vivo en Brighton)                             | 00:57    |  |

| Lado B |                                                                                  |          |  |
| N.º    | Título                                                                           | Duración |  |
| 1.     | «After Cease to Exist – Banda sonora original de un corto de COUM Transmissions» | 20:16    |  |

| Bonus tracks |                   |          |  |
| N.º          | Título            | Duración |  |
| 10.          | «Zyklon B Zombie» | 03:52    |  |
| 11.          | «United»          | 04:04    |  |

| 2011 remastered edition bonus disc |                                                                  |          |  |
| N.º                                | Título                                                           | Duración |  |
| 10.                                | «No Two Ways» (en vivo en Winchester Hat Fair 1967)              | 04:03    |  |
| 11.                                | «Last Exit» (en vivo Polytechnic, Brighton 1977)                 | 06:12    |  |
| 12.                                | «Forced Entry» (en vivo en Nuffield Theatre, Southampton 1977)   | 05:01    |  |
| 13.                                | «Tesco Disco» (en vivo en Rat Club, Londres 1977)                | 05:18    |  |
| 14.                                | «Feeling Critical» (en vivo en Winchester School of Art 1977)    | 06:29    |  |
| 15.                                | «National Affront» (evivo en Nuffield Theatre, Southampton 1977) | 04:30    |  |
| 16.                                | «Urge to Kill» (en vivo en Rat Club, London 1977)                | 07:25    |  |
| 17.                                | «Zyklon B Zombie»                                                | 03:53    |  |
| 18.                                | «United»                                                         | 04:03    |  |

## Personal
- Genesis P-Orridge – bajo, clarinete, guitarra, violín, voz
- Chris Carter – sintetizadore, programación
- Cosey Fanni Tutti – guitarra, voz
- Peter Christopherson – processing, cintas, trompeta